# Picklesburgh
Picklesburgh es un festival anual con temática de pepinillos en Pittsburgh, Pensilvania, Estados Unidos. Se ha llevado a cabo en el centro de Pittsburgh todos los veranos desde 2015 (excepto 2020), originalmente en los puentes Three Sisters y a lo largo de Allegheny Riverfront, antes de trasladarse al Boulevard of the Allies y PPG Place para su edición en 2023.
El festival presenta «todo lo relacionado con los encurtidos», incluida la cerveza y los cócteles con sabor a pepinillos, el helado de pepinillos y otros alimentos encurtidos como las judías verdes y el kimchi. También cuenta con música en vivo, actividades para niños y un concurso anual para beber jugo de pepinillos, cuyo ganador es coronado como «Alcalde de Picklesburgh». La pieza central del festival es un globo de pepinillo Heinz de 35 pies (10,7 m). 
Picklesburgh fue votado como la «mejor festival de comida especializada de Estados Unidos» en las encuestas de lectores de USA Today en 2021, 2022 y 2023.

## Historia
El festival inaugural de Picklesburgh tuvo lugar los días 17 y 18 de julio de 2015 en el puente Rachel Carson en el centro de Pittsburgh, Pensilvania. Organizado por Pittsburgh Downtown Partnership, una organización sin fines de lucro, y patrocinado principalmente por Heinz (ahora Kraft Heinz), con sede en Pittsburgh, el festival se inspiró en la rica historia del encurtido de Pittsburgh. El presidente de Pittsburgh Downtown Partnership, Jeremy Waldrup, explicó que los encurtidos «hablan de la historia étnica y cultural de Pittsburgh, como un crisol de comunidades étnicas de Europa del Este», aunque numerosos países de cultura occidental con importantes diásporas en los Estados Unidos, como Alemania y Polonia, también emplean el encurtido en sus cocinas nacionales. Según Waldrup, el festival también se inspiró en el creciente movimiento del campo a la olla y la tendencia de la ocupación urbana.
En Picklesburgh 2016, el segundo festival anual celebrado en Rachel Carson Bridge, Heinz presentó sus primeros sabores nuevos de pepinillos en más de 50 años. El festival de 2017 se celebró en el cercano puente Roberto Clemente, donde también tuvo lugar en 2018 y 2019, ocupando gradualmente más espacio callejero cada año. A partir de 2018, el festival se amplió a un calendario de tres días, en comparación con los dos días originales. Picklesburgh fue cancelado en 2020 debido a la pandemia de COVID-19, pero regresó en agosto de 2021 con precauciones de seguridad adicionales en el puente Andy Warhol.
En 2022, el festival volvió a su ubicación original en el puente Rachel Carson, con vendedores de comida a lo largo de la vecina circunvalación de la calle 10. Picklesburgh 2022 atrajo a 90.000 asistentes, lo que llevó a los organizadores a cerrar periódicamente el puente Rachel Carson para evitar la masificación. El director de Pittsburgh Downtown Partnership, Jack Dougherty, comentó: «A veces, especialmente durante nuestras horas pico, se llenaba mucho y se volvía un poco incómodo para todos los asistentes».
En respuesta, para su edición de 2023, el festival se trasladó a un lugar más grande que ocupaba tres cuadras del Boulevard of the Allies entre Stanwix Street y Smithfield Street, y a lo largo de Market Street hasta PPG Place. Incluso con su ubicación más grande, Picklesburgh 2023 aún contó con enormes multitudes, con una asistencia que se duplicó con creces hasta los 200 000 visitantes. En medio del calor del verano y grandes multitudes, 16 asistentes fueron hospitalizados debido a agotamiento por calor y otras dolencias.

## Concurso de beber jugo de pepinillos

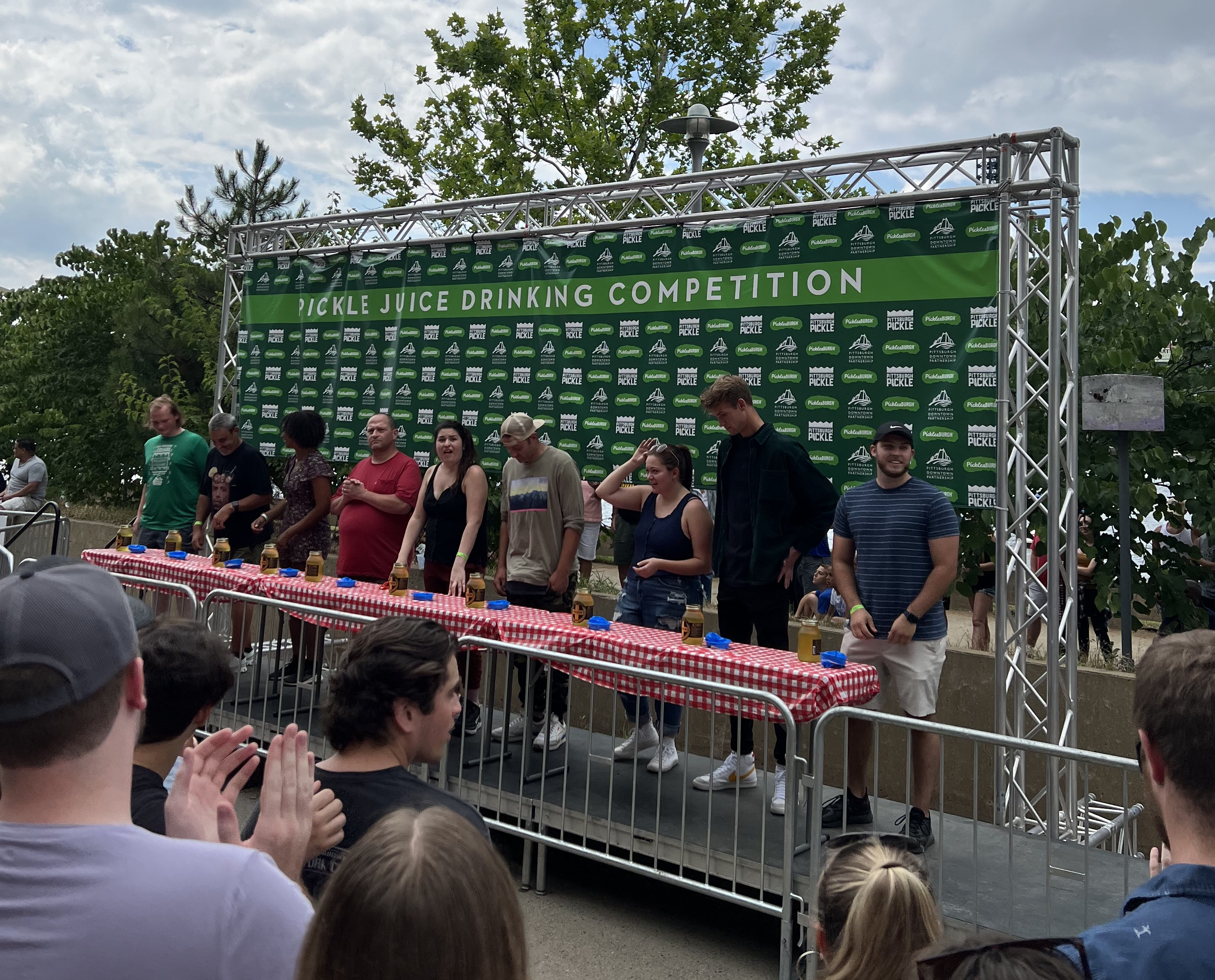
Los concursantes se preparan para el concurso de beber jugo de pepinillos en Picklesburgh 2022.

Desde su fundación en 2015, cada festival de Picklesburgh ha presentado un concurso de consumo de jugo de pepinillos como evento principal. En la competencia, los concursantes corren para beber un frasco de jugo de pepinillos de un cuarto de galón sin regurgitar, derramar ni dejar jugo en el frasco. El ganador recibe el apodo de «alcalde de Picklesburgh» y recibe un cinturón y un premio en efectivo de 500 dólares, a partir de 2023.
El campeón de 2023 y actual «alcalde de Picklesburgh» es Dan Koba, nativo de Pittsburgh, quien se bebió el frasco de jugo de pepinillos en 7 segundos. El récord de todos los tiempos se estableció en Picklesburgh 2022, cuando el creador de contenido de TikTok con sede en Wisconsin, Jalen Franko, ganó la competencia al beber un litro de jugo en 4,5 segundos.